# خوزپ رایچ
خوزپ رایچ (انگلیسی: Josep Raich؛ ۲۸ اوت ۱۹۱۳ – ۲۵ ژوئیهٔ ۱۹۸۸) بازیکن فوتبال اهل اسپانیا بود.
از باشگاه‌هایی که در آن بازی کرده‌است می‌توان به باشگاه فوتبال تروا و باشگاه فوتبال بارسلونا اشاره کرد.
وی همچنین در تیم ملی فوتبال اسپانیا بازی کرده‌است.